# Wysokaje (osiedle w obwodzie witebskim)
Wysokaje (biał. Высокае; ros. Высокое, Wysokoje, pol. hist. Wysokie) – osiedle na Białorusi, w obwodzie witebskim, w rejonie orszańskim, w sielsowiecie Wysokaje, którego władz jest siedzibą.

## Historia
W XIX i w początkach XX w. majątek ziemski położony w Rosji, w guberni mohylewskiej, w powiecie orszańskim, będąc siedzibą zarządu gminy Wysokie. Następnie w granicach Związku Sowieckiego. Od 1991 w niepodległej Białorusi.

## Zabytki
- Piętrowy pałac Makszyckich, postawiony w drugiej poł. XIX w. na planie kwadratu. Od frontu pięcioboczny ryzalit zwieńczony trójkątnym frontonem z balkonem na pierwszym piętrze ze drewnianą balustradą. Eklektyczny obiekt jest częścią zespołu dworsko-parkowego. Przy pałacu dwie oficyny: piętrowa, murowana z charakterystyczną mansardą, kryta dachem naczółkowym, wybudowana w 1912 i drewniana, nakryta dachem czterospadowym, z gankiem oraz park krajobrazowy[3][4].

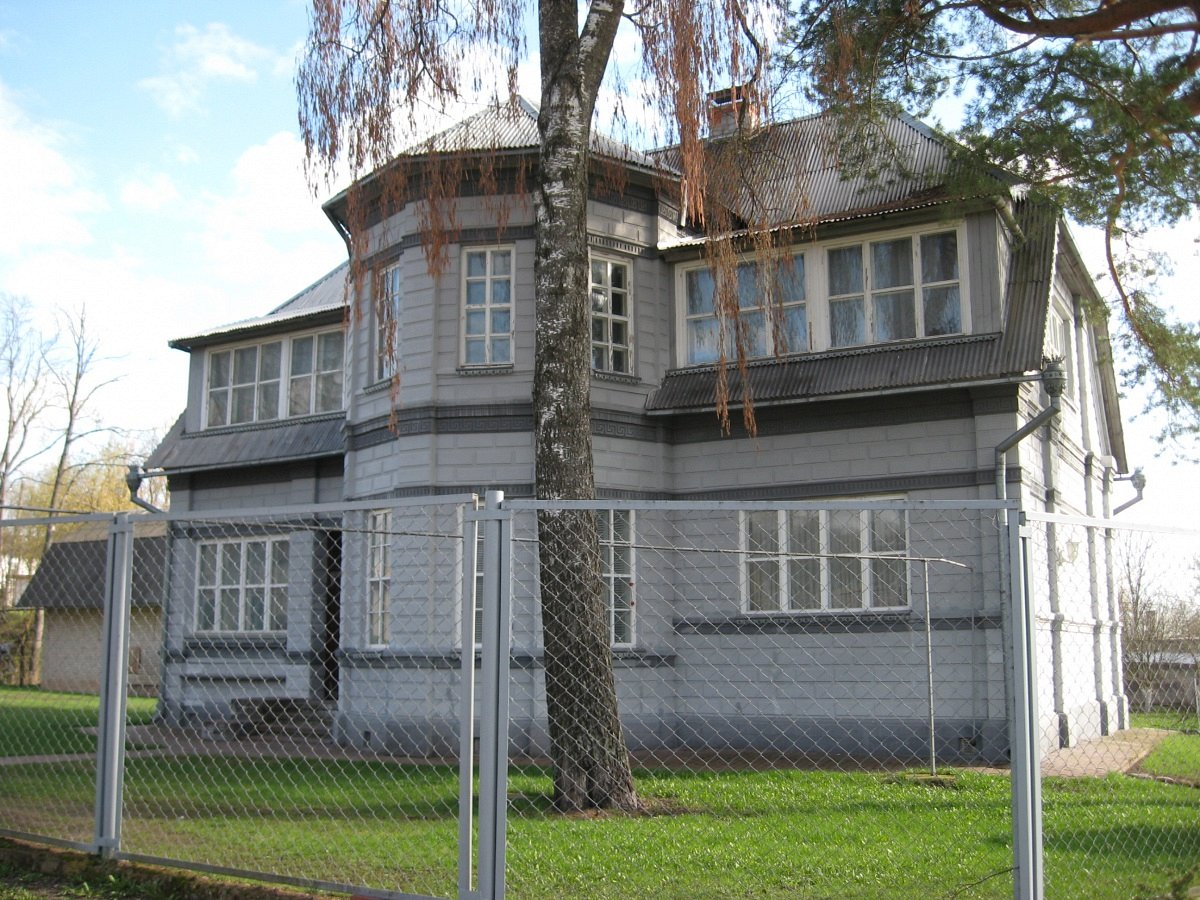
Oficyna
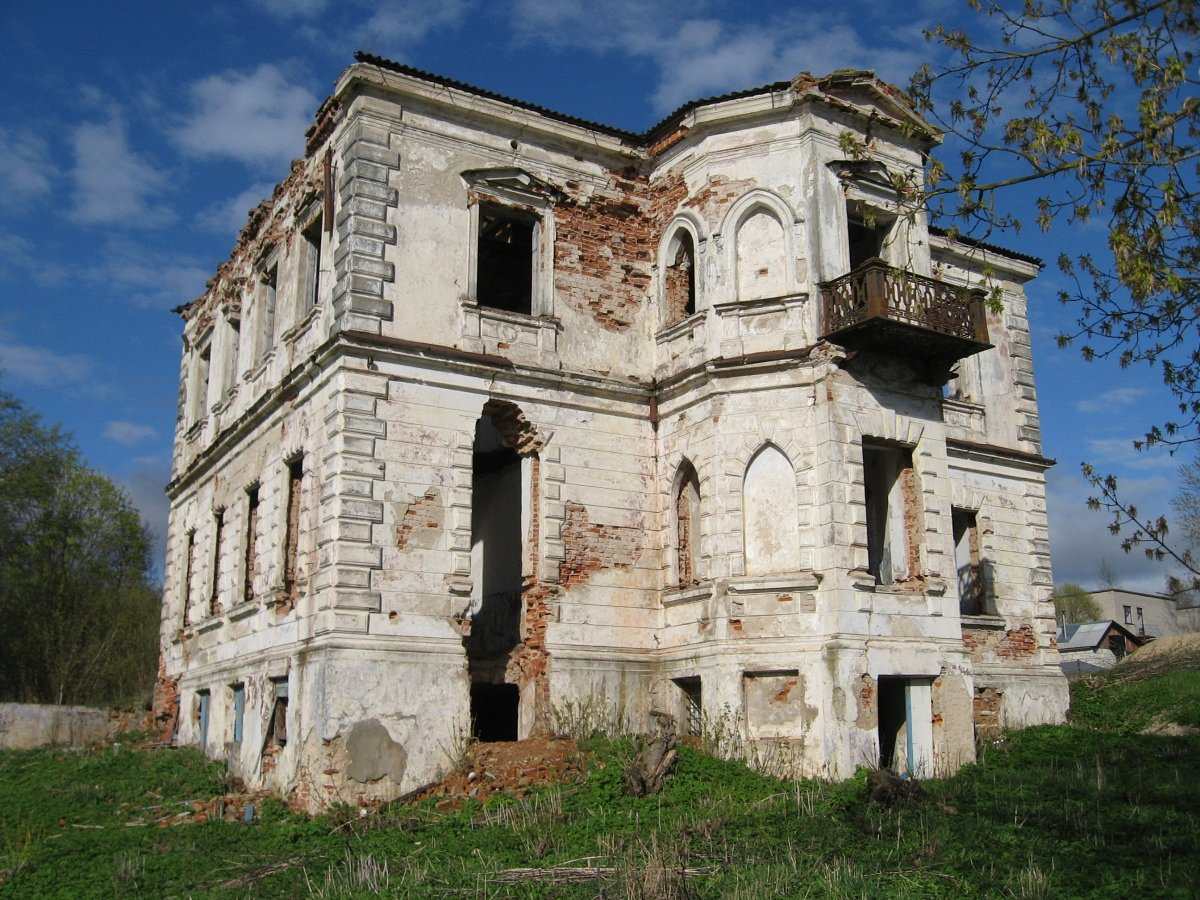
Pałac Makszyckich
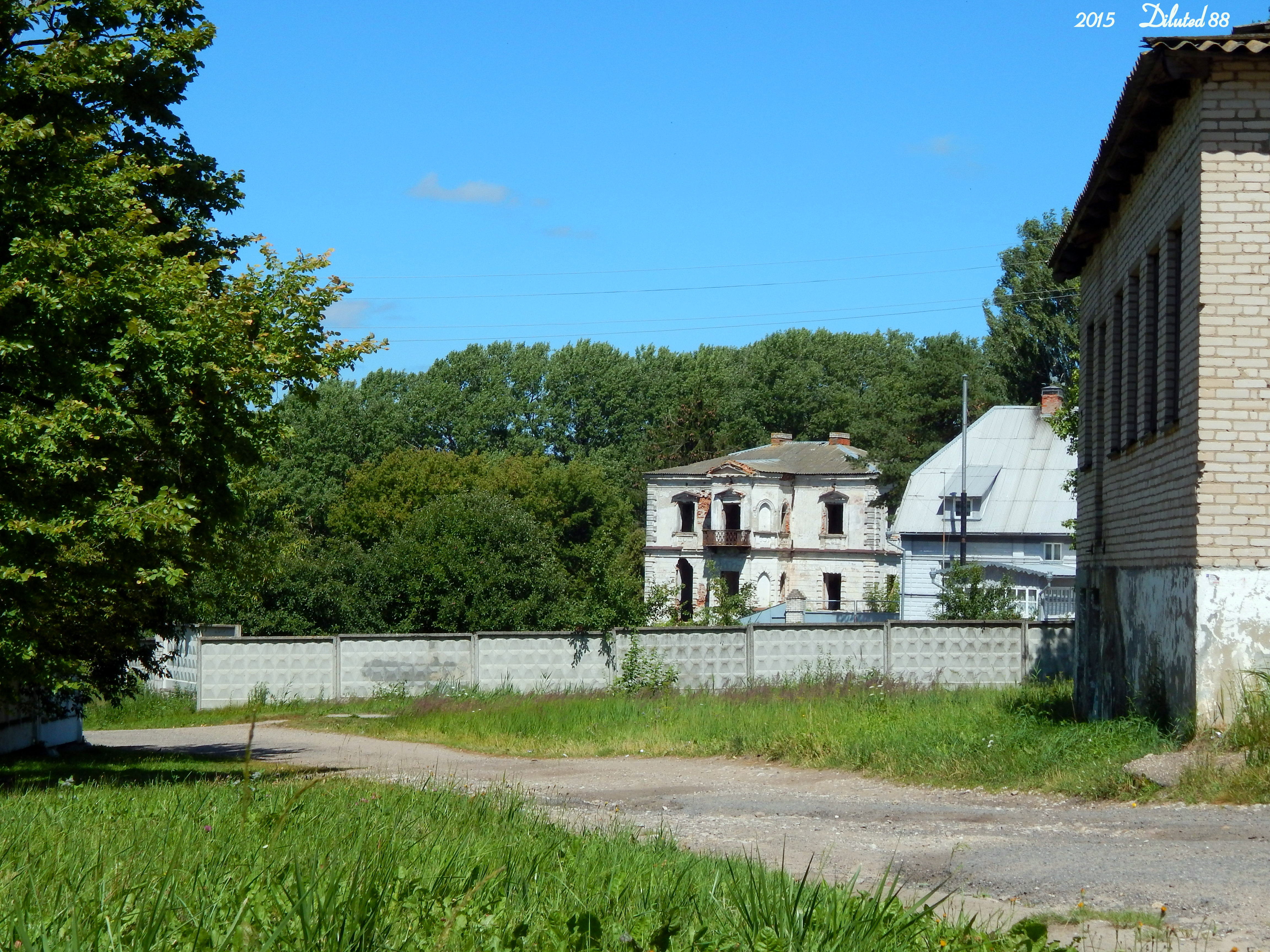
Ruiny

## Transport
Przez miejscowość przebiegają droga magistralna M8 i droga republikańska R83. W pobliżu Wysokaji znajduje się ich węzeł z drogą magistralną M1.